# Microtus chrotorrhinus
Microtus chrotorrhinus är en däggdjursart som först beskrevs av Miller 1894.  Microtus chrotorrhinus ingår i släktet åkersorkar, och familjen hamsterartade gnagare. IUCN kategoriserar arten globalt som livskraftig. Inga underarter finns listade i Catalogue of Life.

## Utseende
Med en kroppslängd av 140 till 180 mm (inklusive svans) och en vikt av 30 till 48 g är arten medelstor i släktet åkersorkar. Själva svansen blir 42 till 64 mm lång. Microtus chrotorrhinus har en gråbrun päls, ibland med silvergråa hårspetsar och ett orange till gulaktigt ansikte. Öronen är bara glest täckta med hår och de är likaså orangebruna. Arten skiljer sig från andra åkersorkar i avvikande detaljer av tandemaljen. Den saknar hörntänder och premolarer.

## Utbredning och habitat
Denna gnagare förekommer i östra Kanada och nordöstra USA. Den lever i kyliga fuktiga barr- eller blandskogar. Arten vistas ofta i områden med mossa och ormbunkar. Microtus chrotorrhinus besöker även gräsmarker nära skogar och intill trafikleder.

## Ekologi
Individerna bygger bon av gräs och mossa. De vilar även i underjordiska håligheter. Ofta ligger flera bon nära varandra vad som liknar en koloni. Arten delar sitt utbredningsområde med rödryggade sorkar (Clethrionomys), med olika hjortråttor (Peromyscus) och med olika näbbmöss som äter insekter. Microtus pennsylvanicus får däremot inget tillträde till artens typiska livsmiljö. Microtus chrotorrhinus äter olika växtdelar som blad, stjälkar, frukter och svampar. Den kan vara aktiv under olika tider på dagen och den håller ingen vinterdvala.
Honor har mellan mars och oktober upp till tre kullar. Dräktigheten varar 19 till 21 dagar och sedan föds upp till 7 ungar. Ungar som föds under våren kan ha en egen kull under hösten. Individerna parar sig för första gången när de är 30g tunga och 13 (honor) respektive 15 cm (hanar) långa.
Denna sork jagas av olika rovdjur som rävar, mårddjur, rödlo och vesslor. Den faller även offer för skallerormar och andra ormar samt för näbbmöss av släktet Blarina. Microtus chrotorrhinus hotas inte lika mycket av rovfåglar på grund av att den lever i tätare skogar.